# Suzuki Shingo
Shingo Suzuki (sinh ngày 20 tháng 3 năm 1978) là một cầu thủ bóng đá người Nhật Bản.

## Sự nghiệp câu lạc bộ
Shingo Suzuki đã từng chơi cho Urawa Reds, Yokogawa Electric, Albirex Niigata, Kyoto Sanga FC, Oita Trinita, Tokyo Verdy, Giravanz Kitakyushu và Albirex Niigata Singapore.